# Lexicon recentis Latinitatis
Lexicon recentis Latinitatis (hrv. Rječnik modernog latinskog jezika) je latinski rječnik koji je objavila vatikanska Zaklada Latinitas.
Rječnik, koji u svom prvom izdanju sadrži preko 15 000 riječi suvremene upotrebe prevedene na latinski, sastavljalo je tijekom sedam godina 14 vatikanskih stručnjaka za latinski jezik pod vodstvom Karla Eggera. Njegova je svrha, između ostalog, ažurirati službeni jezik Vatikana, latinski, s njegovim drugim, talijanskim jezikom. Neologizmi u leksikonu, koji su nastali ne bez određene doze humora, često su posuđeni iz starogrčkog ili talijanskog jezika, ali često su manje vokabular u pravom smislu riječi nego prilično zamršene parafraze, koje, naravno, nisu postojale u antici.
Neki od primjera su:
- Barmen – tabernae potorae minister (doslovno: „sluga u pivnici“)
- Košarka – follis canistrique ludus (doslovno: „igra lopte i koša“)
- Računalo – instrumentum computatorium (doslovno: “uređaj za računanje”)
- Flert – amor levis (doslovno: „laka ljubav“)
- Idiot – homo hebes (doslovno: "imbecilna osoba")
- Noćni klub – taberna nocturna (doslovno: „noćni restoran“)
- Pizza – placenta compressa (doslovno: „prešani kolač“)
- Sangría – potio mixta Hispanica (doslovno: „mješano španjolsko piće“)
- Telenovela – fabula televisifica (doslovno: „priča na televiziji“)
- Votka – valida potio Slavica (doslovno: „jako slavensko piće“)

## Vanjske poveznice
- Lexicon Recentis Latinitatis